# Квадратни корен из 2
Квадратни корен из 2 (математичка ознака је √2 или 21⁄2) је позитиван алгебарски број који помножен са самим собом даје број 2. Технички гледано, постоје два броја која помножена самим собом дају резултат 2. Међутим, позитиван број који испуњава овај услов назива се главна вредност корена да би се разликовала од негативног броја са истим својствима.
Геометријски, квадратни корен из 2 је дужина дијагонале јединичног квадрата што следи из Питагорине теореме. Претпоставља се да је то први познати ирационални број.
Рационална апроксимација квадратног корена из два, 665,857/470,832, изведена је из четвртог корака вавилонским алгоритмом почевши од a0 = 1, премашује праву вредност за 1,6×10−12: њен квадрат је 2,0000000000045…
Често коришћена рационална апроксимација је 99/70 (≈ 1.41429). Упркос томе што је именилац само 70, од праве вредности одступа за мање од 1/10,000 (приближно +0,72×10−4). Пошто је у питању конвергентан верижни разломак квадратног корена из два, свака боља рационална апроксимација има именилац већи од 169, будући да је 239/169 конвергентан разломак са приближном грешком од −0,12×10−4.
Нумеричка вредност за квадратни корен из два, скраћена на 65 децимала, је:
1.41421356237309504880168872420969807856967187537694807317667973799… (секвенца A002193 у ).

## Историја
Вавилонска глинена плочица (YBC 7289) (око 1800-1600. п. н. е.) даје апроксимацију √2 са четири цифре шездесетичног система, 1 24 51 10, што одговара тачности око шест цифара у декадном систему и то је најпрецизнија могућа репрезентација √2 са три децимале у шездесетичном бројевном систему:
{\displaystyle 1+{\frac {24}{60}}+{\frac {51}{60^{2}}}+{\frac {10}{60^{3}}}={\frac {30547}{21600}}=1.41421{\overline {296}}.}
Још једна приближна апроксимација дата је у древним индијским математичким текстовима у Сулба Сутри (енгл. Sulba Sutras) (око 800-200. п. н. е.) на следећи начин: Увећање дужине (странице) за трећину и ту трећину за своју четвртину умањену за тридесет-четврти део те четвртине. Дакле,
{\displaystyle 1+{\frac {1}{3}}+{\frac {1}{3\times 4}}-{\frac {1}{3\times 4\times 34}}={\frac {577}{408}}=1.41421{\overline {56862745098039}}.}
Ова апроксимација је седма у низу све прецизнијих апроксимација базираних на низу Пелових бројева, која се може извести из експанзије верижног разломка од √2. Упркос томе што ова апроксимација има мањи именилац, незнатно је мање прецизности од вавилонске.
Питагорејци су открили да дијагонала квадрата није самерљива са страницом, што у савременом језику има значење да је квадратни корен из два ирационалан број. Не зна се са сигурношћу када је ово откривено и под каквим околностима, али се у вези са овим открићем често помиње Хипас из Метапонта. Један период, Питaгорејци су ово откриће третирали као службену тајну, и према легенди, Хипас је убијен због откривања те тајне. Квадратни корен из два се понекад назива "Питагорин број" или "Питагорина константа"; на пример, код Конвеја и Гаја у њиховој књизи Књига бројева.

## Компјутерски алгоритми
Постоји велики број алгоритама за приближно рачунање √2, који за апроксимацију користе само однос целих или децималних бројева. Најчешћи такав алгоритам који се користи као основа у многим рачунарима и калкулаторима је вавилонски алгоритам (вавилонска метода) што је само једна од многих метода за рачунање квадратних корена. Алгоритам иде овако:
Најпре, одаберемо произвољно a0 > 0; ова вредност утиче само на број итерација потребних да би се постигла одређена тачност. Затим, користимо a0, као почетну вредност у следећем рекурзивном израчунавању:
{\displaystyle a_{n+1}={\frac {a_{n}+{\frac {2}{a_{n}}}}{2}}={\frac {a_{n}}{2}}+{\frac {1}{a_{n}}}.}
Што више итерација кроз алгоритам (тј. што више израчунавања и што је веће "n"), добићемо бољу апроксимацију квадратног корена из 2. Свака итерација отприлике удвостручује број тачних цифара. Почевши са a0 = 1, добијају се следеће апроксимације:
- 3/2 = 1.5
- 17/12 = 1.416...
- 577/408 = 1.414215...
- 665857/470832 = 1.4142135623746...

Јапански математичар Јасумаса Канада је заједно са својим тимом 1997. године израчунао 137.438.953,444 децимала за √2.